# Damnagar
Damnagar là một thị trấn thống kê (census town) của quận Amreli thuộc bang Gujarat, Ấn Độ.

## Địa lý
Damnagar có vị trí 21°42′B 71°31′Đ / 21,7°B 71,52°Đ Nó có độ cao trung bình là 136 mét (446 feet).

## Nhân khẩu
Theo điều tra dân số năm 2001 của Ấn Độ, Damnagar có dân số 16.714 người. Phái nam chiếm 53% tổng số dân và phái nữ chiếm 47%. Damnagar có tỷ lệ 66% biết đọc biết viết, cao hơn tỷ lệ trung bình toàn quốc là 59,5%: tỷ lệ cho phái nam là 73%, và tỷ lệ cho phái nữ là 59%. Tại Damnagar, 14% dân số nhỏ hơn 6 tuổi.